# Melanoptilon nasuta
Melanoptilon nasuta là một loài bướm đêm trong họ Geometridae.